# Trofee Maarten Wynants 2018 (mannen)
De 8de editie van de Belgische wielerwedstrijd Trofee Maarten Wynants voor mannen werd verreden op 6 mei 2018. De start en finish vonden plaats in Houthalen-Helchteren. De winnaar was Jasper Philipsen, gevolgd door Maarten van Trijp en Dennis Coenen.

## Uitslag
| Trofee Maarten Wynants 2018 |                   |                             |            |
| Plaats                      | Naam              | Ploeg                       | Tijd       |
| Winnaar                     | Jasper Philipsen  | Hagens Berman Axeon         | 3u 29' 20" |
| 2                           | Maarten van Trijp | Destil-Parkhotel Valkenburg | z.t.       |
| 3                           | Dennis Coenen     | Cibel-Cebon                 | z.t.       |
| 4                           | Matthew Nowell    | Canyon Eisberg              | z.t.       |
| 5                           | Rob Ruijgh        | Tarteletto-Isorex           | z.t.       |
| 6                           | Kenneth Van Rooy  | Sport Vlaanderen-Baloise    | z.t.       |
| 7                           | Sven Van Luijk    | Monkey Town CT              | z.t.       |
| 8                           | Pieter Jacobs     | Belgische selectie          | z.t.       |
| 9                           | Dries De Bondt    | Veranda's Willems-Crelan    | z.t.       |
| 10                          | Folkert Oostra    | Alecto Cyclingteam          | z.t.       |